# Mammillaria dioica
Mammillaria dioica är en kaktusväxtart som beskrevs av K. Brandegee. Mammillaria dioica ingår i släktet Mammillaria och familjen kaktusväxter.

## Underarter
Arten delas in i följande underarter:
- M. d. angelensis
- M. d. dioica
- M. d. estebanensis

## Bildgalleri

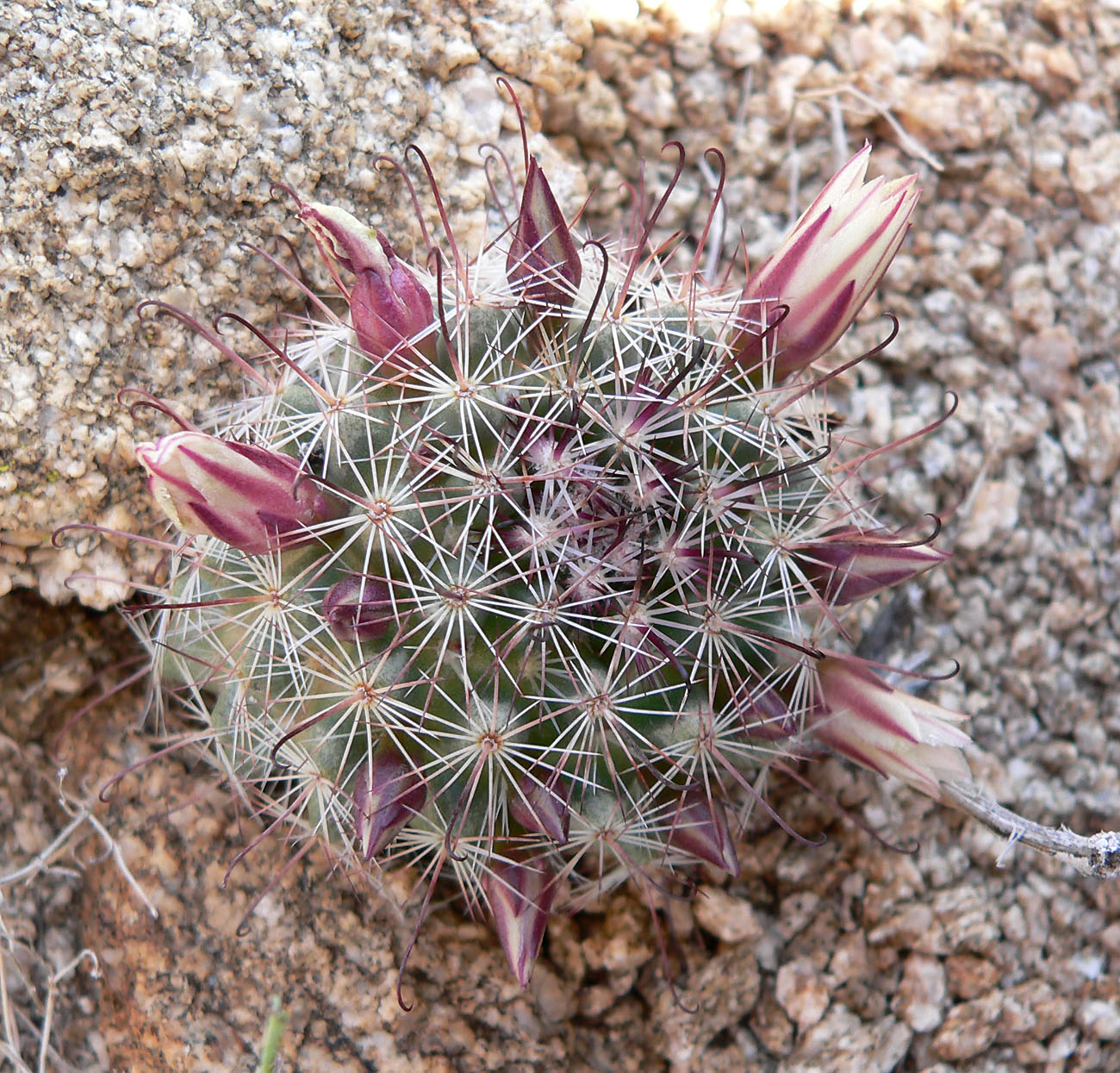
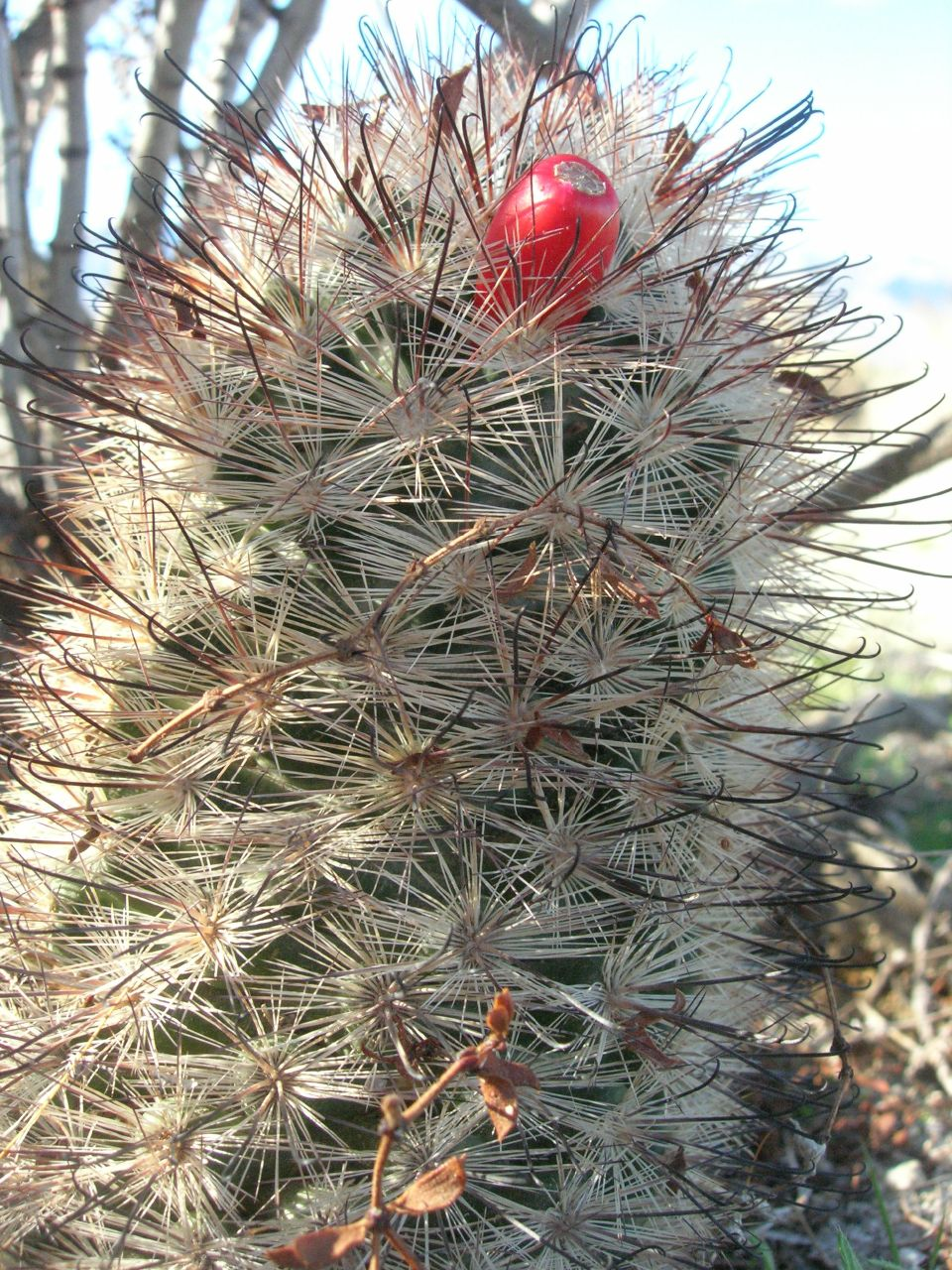
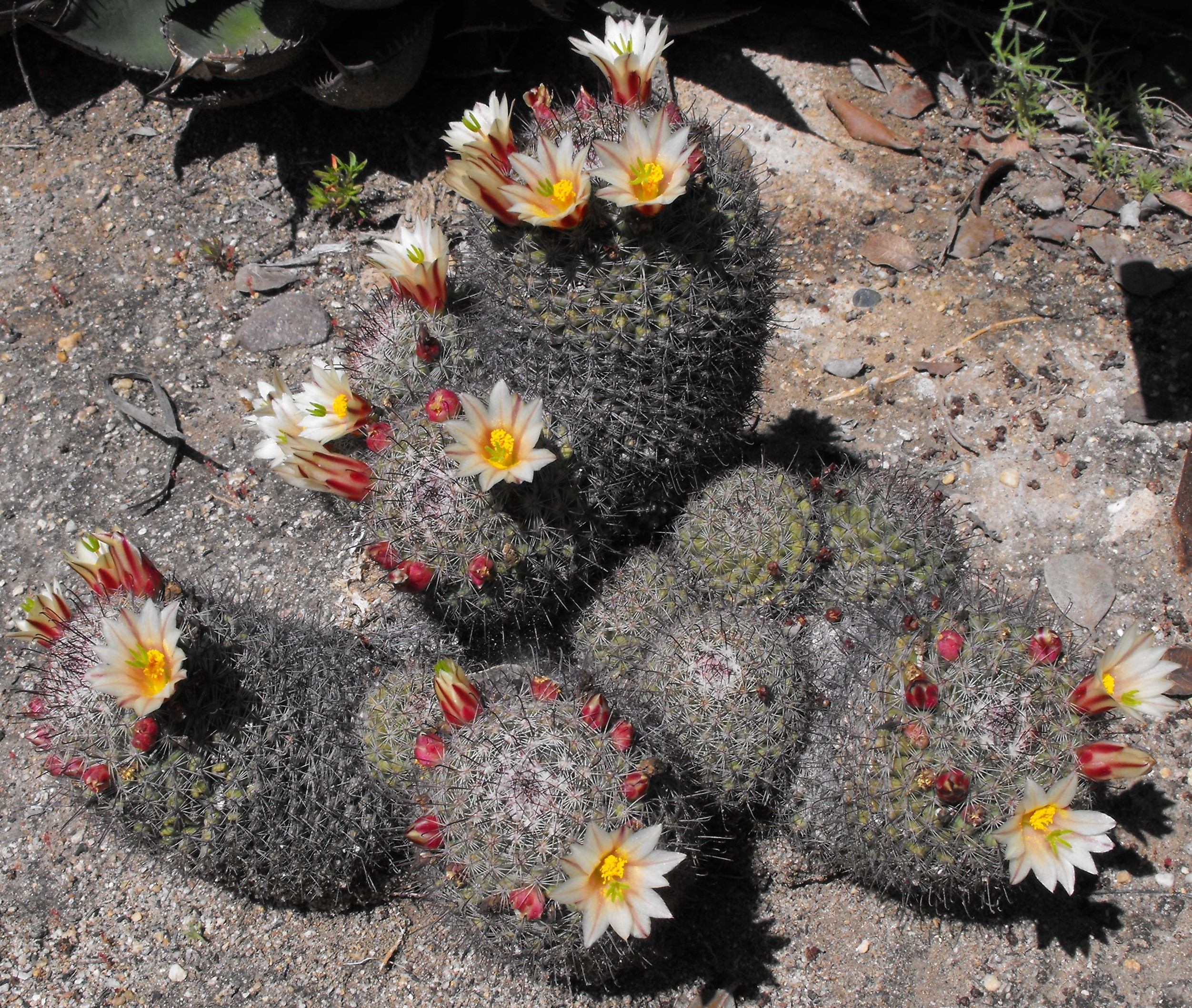
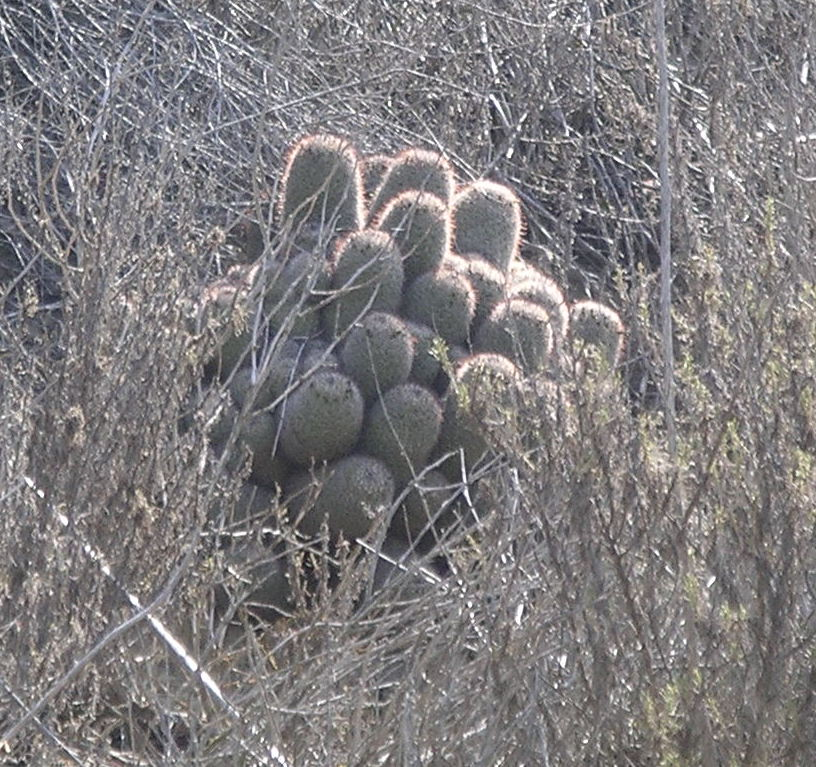